# Retenční nádrž Asuán
Retenční nádrž Asuán je vodní nádrž (někdy nazývaná jako RN N3 Stodůlky, respektive Retenční nádrž N3 Stodůlky – Asuán) o ploše 1,6120 ha nacházející se v Praze 5 – Jinonicích asi 350 metrů vzdušnou čarou přibližně západním směrem od skalního vyvřelinového hřebene bývalé podmořské sopky – Hemrových skal a asi 300 metrů (vzdušnou čarou) východním směrem od nejvyšší kóty (305 m n. m.) diabasového kopce – Albrechtova vrchu.

## Účel s vodní poměry
V souvislosti s výstavbou pražských sídlišť Stodůlky, Lužiny a Velká Ohrada byla tato retenční nádrž vybudována v osmdesátých letech 20. století s tím, že je jednak napájena vodou z Prokopského potoka a zároveň i dešťovými vodami svedenými z okolních sídlišť (nejprve do dešťové usazovací nádrže (DUN) Stodůlky III a odtud pak zatrubněným vedením do retenční nádrže). Nádrž je při deštích schopna pojmout až 92 030 m3 vody přičemž se její zatopená plocha zvětší o 1 ha (z původních 1,6120 ha až na 2,66 ha).

## Revitalizace nádrže
Původně holé břehy retenční nádrže Asuán byly v roce 2007 osázeny stromovou a mokřadní vegetací (olše lepkavá, vrba bílá, dub letní, jilm habrolistý, javor mléč, topol osika, třešeň ptačí a různé druhy keřových vrb). V místě vtoku Prokopského potoka do nádrže byly osazeny kvetoucí mokřadní rostliny (kosatec žlutý, blatouch bahenní, kyprej vrbice, orobinec úzkolistý, sítiny a ostřice). V letech následujících po roce 2007 byla asfaltová cesta (vedoucí po hrázi retenční nádrže) olemována vysázenými duby. Další revitalizace nádrže (a rybníka) proběhla v roce 2020, kdy byl z vypuštěného vodního díla odbagrován nekontaminovaný sediment (v objemu 6 000 m3), jenž byl následně použit k rekultivaci některých okolních pozemků. V rámci této revitalizace byla provedena i oprava stavidel a česlí. V místě, kde z východní strany do rybníka Asuán přitéká Prokopský potok, jsou postupně vedle meandrujícího koryta potoka budovány mělké tůně důležité pro podporu života obojživelníků a bezobratlých živočichů.

## Údržba nádrže
Na nádrži Asuán je jednou za měsíc prováděn technickobezpečnostní dohled (prohlídka TBD) a v jeho rámci se provádí i kontrola všech objektů rybníka, pravidelné čištění sdruženého objektu i nezbytná údržba zeleně a případný úklid. Také je měřena průhlednost vody.

## Ochrana přírody
Okolí vlastního rybníka Asuán není z přírodního úhlu pohledu významněji pozoruhodné, což poněkud kontrastuje s přítomností nedaleké přírodní rezervace Prokopské údolí – Albertův vrch, kde se vyskytují lokality s chráněnými stepními rostlinnými společenstvy. Nepřehlédnutelná je i k jižnímu úpatí Albrechtova vrchu přiléhající přirozeně meandrující oblast Prokopského potoka s revitalizovaným plošně malým arboretem, které zahrnuje tři okruhy dřevin (dubohabřinu, méně známé odrůdy ovoce, „babiččiny“ odrůdy v ovocném sadě).
Porosty na březích Asuánu ještě nejsou plně vyvinuty, ale i tomu navzdory je možno zde najít až 89 druhů rostlin (včetně vzácnějších, jako je například skřípinec jezerní, mahalebka obecná nebo zevar vzpřímený). V lokalitě retenční nádrže bylo pozorováno na 56 druhů motýlů. V porostech vyšších trav (rákos, orobinec) se často i ve větší vzdálenosti od vody vyskytuje v lokalitě nádrže i dravá vážka rudá. V tůních na západním okraji rybníka žijí z obojživelníků např. ropucha obecná, skokan skřehotavý nebo skokan zelený.
Velikost nádrže a její přírodní okolí podporuje i život a hnízdění vodních ptáků (kachna divoká, lyska černá nebo slípka zelenonohá, vzácněji také potápka malá). Na vtoku Prokopského potoka tam, kde se vyskytuje proudící a dobře prokysličená voda, možno nalézt v Praze vzácně se vyskytujícího sladkovodního měkkýše kamomila říčního s latinským označením Ancylus fluviatilis.

Život kolem retenční nádrže Asuán (ilustrační fotografie)
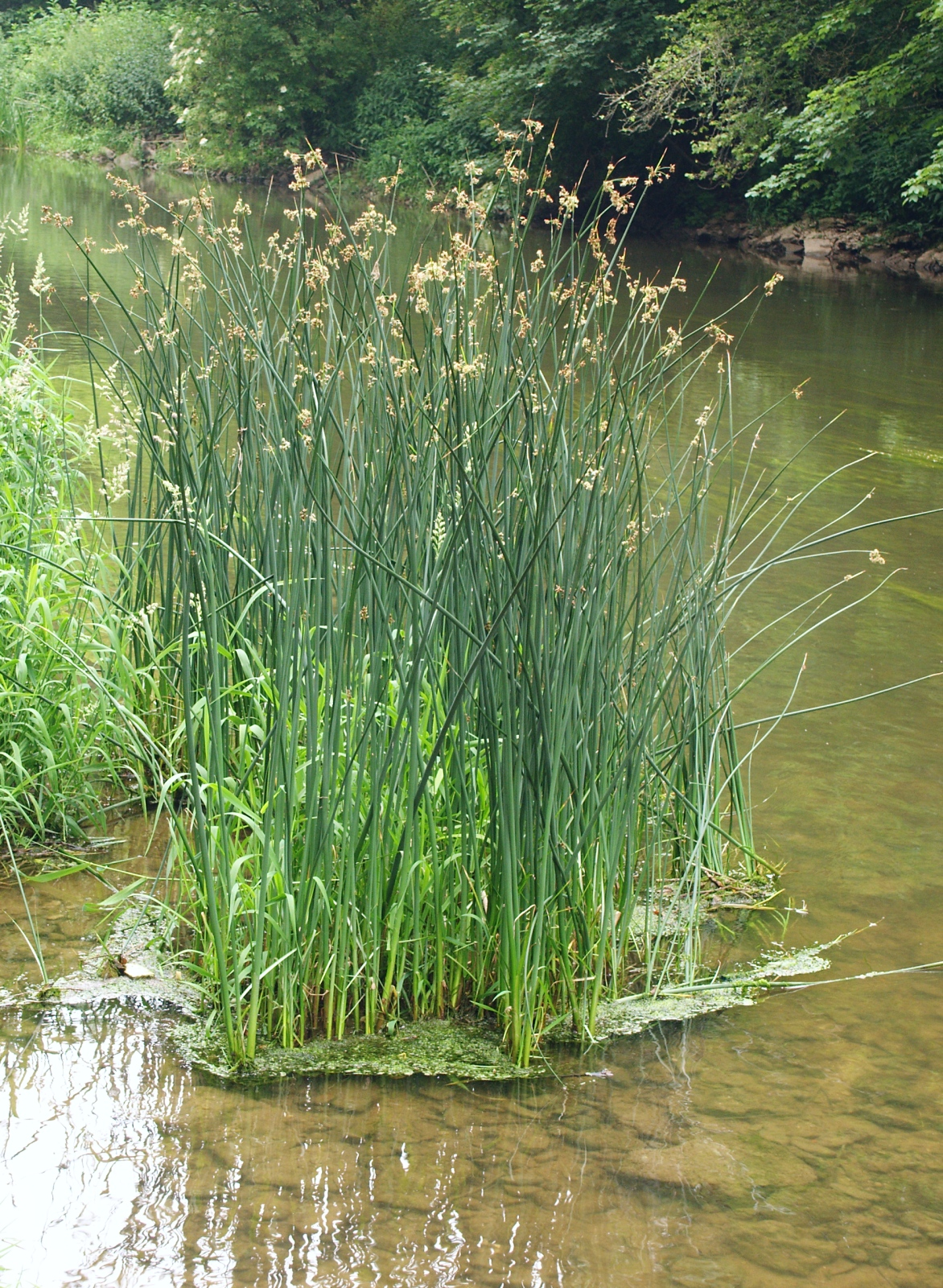
Skřípinec jezerní (Schoenoplectus lacustris)
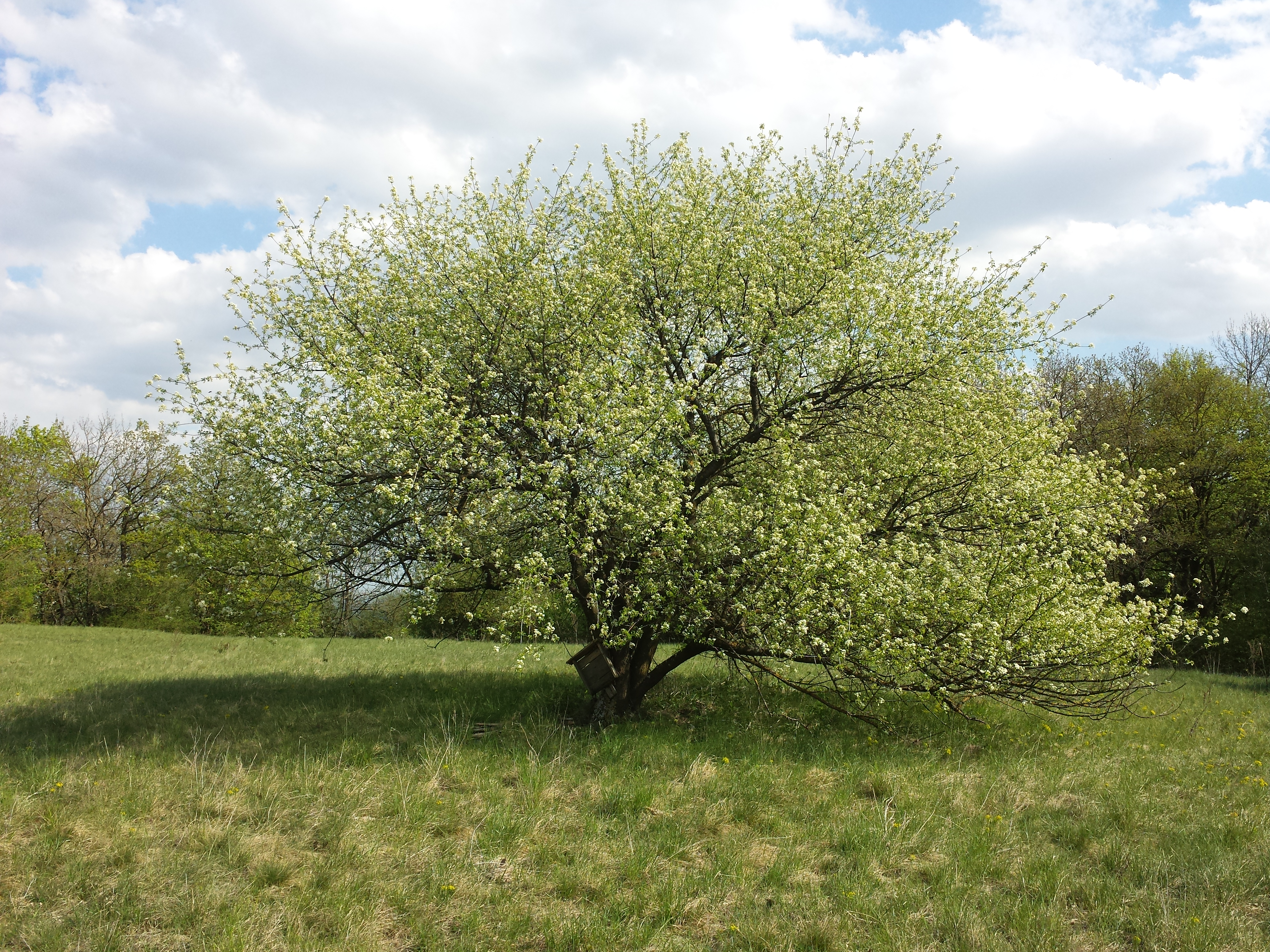
Mahalebka obecná (Prunus mahaleb)
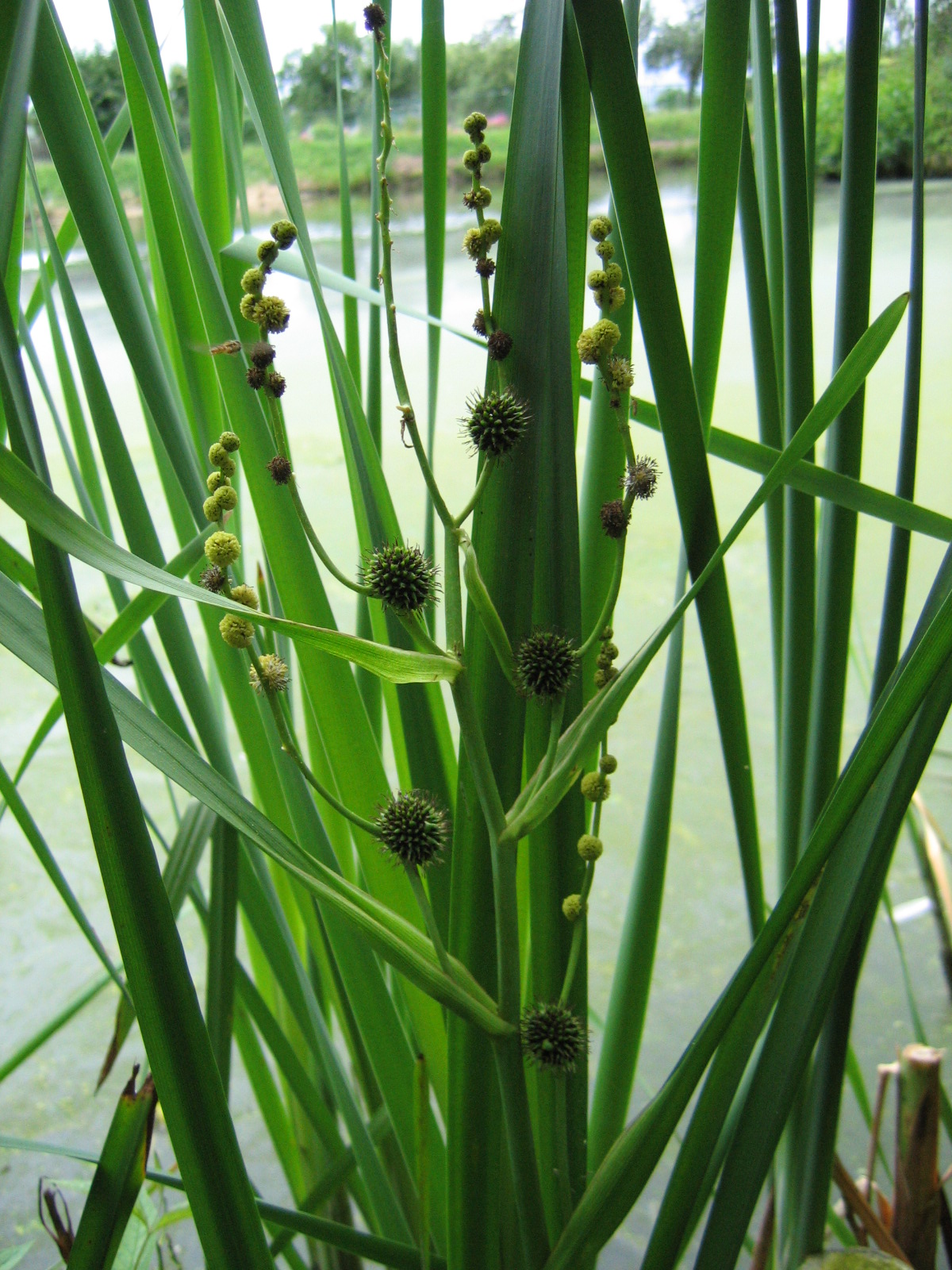
Zevar vzpřímený (Sparganium erectum)
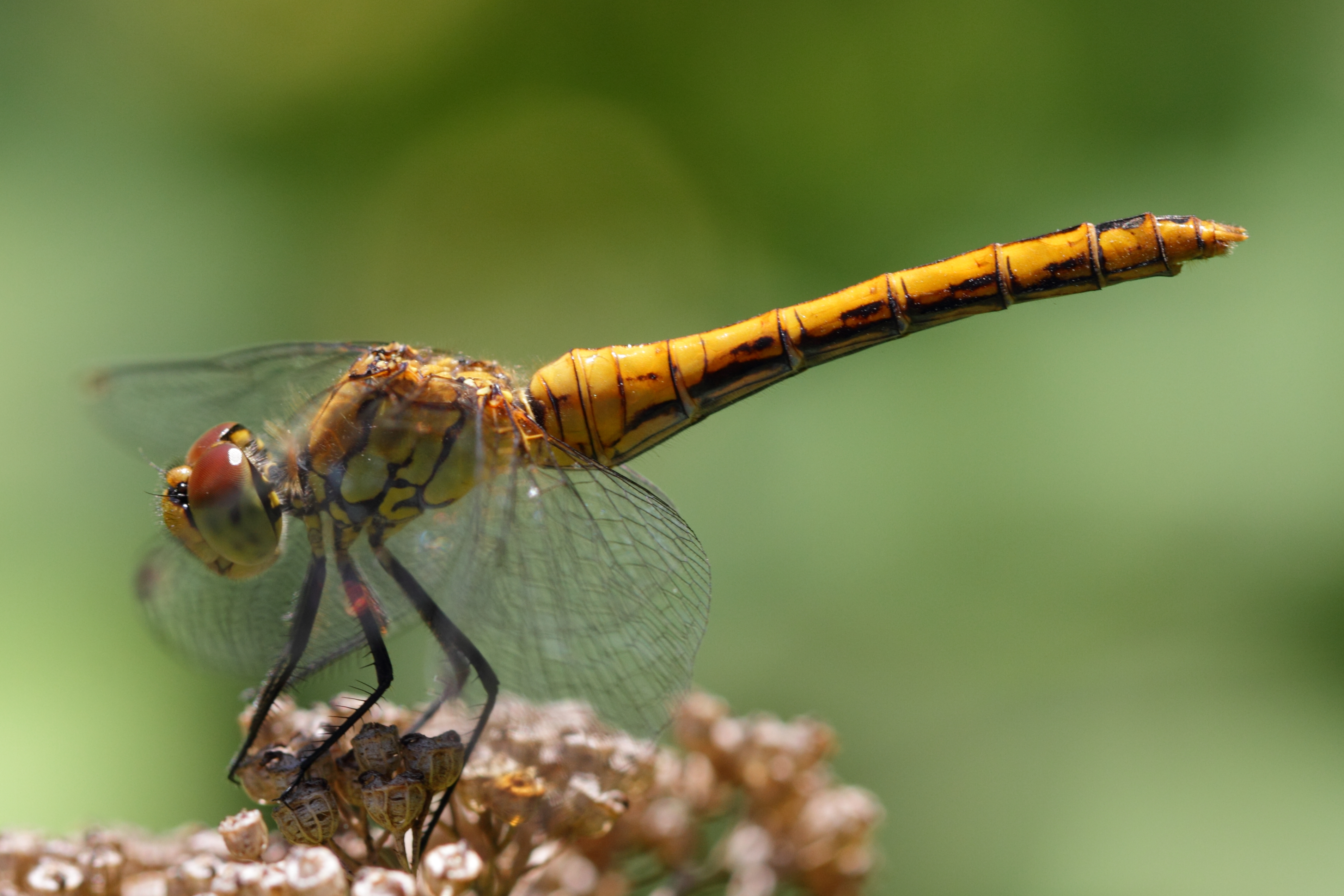
Vážka rudá (Sympetrum sanguineum)
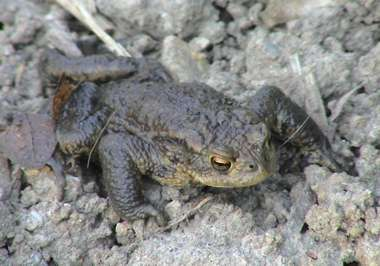
Ropucha obecná (Bufo bufo)
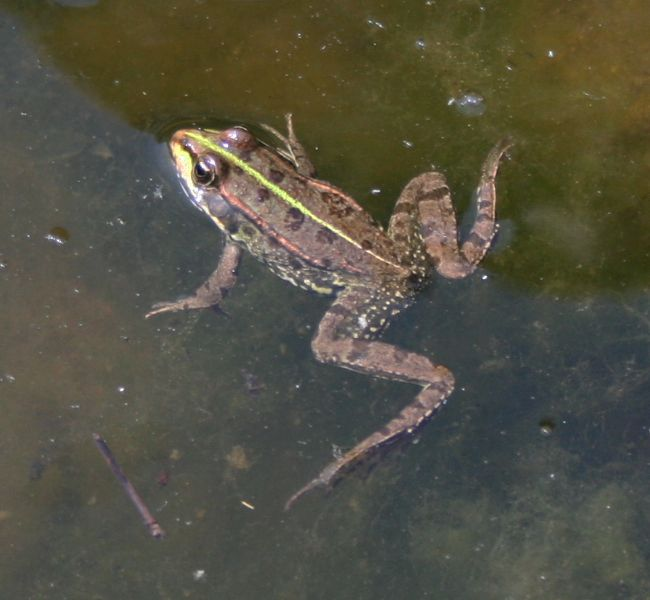
Skokan skřehotavý (Pelophylax ridibundus)
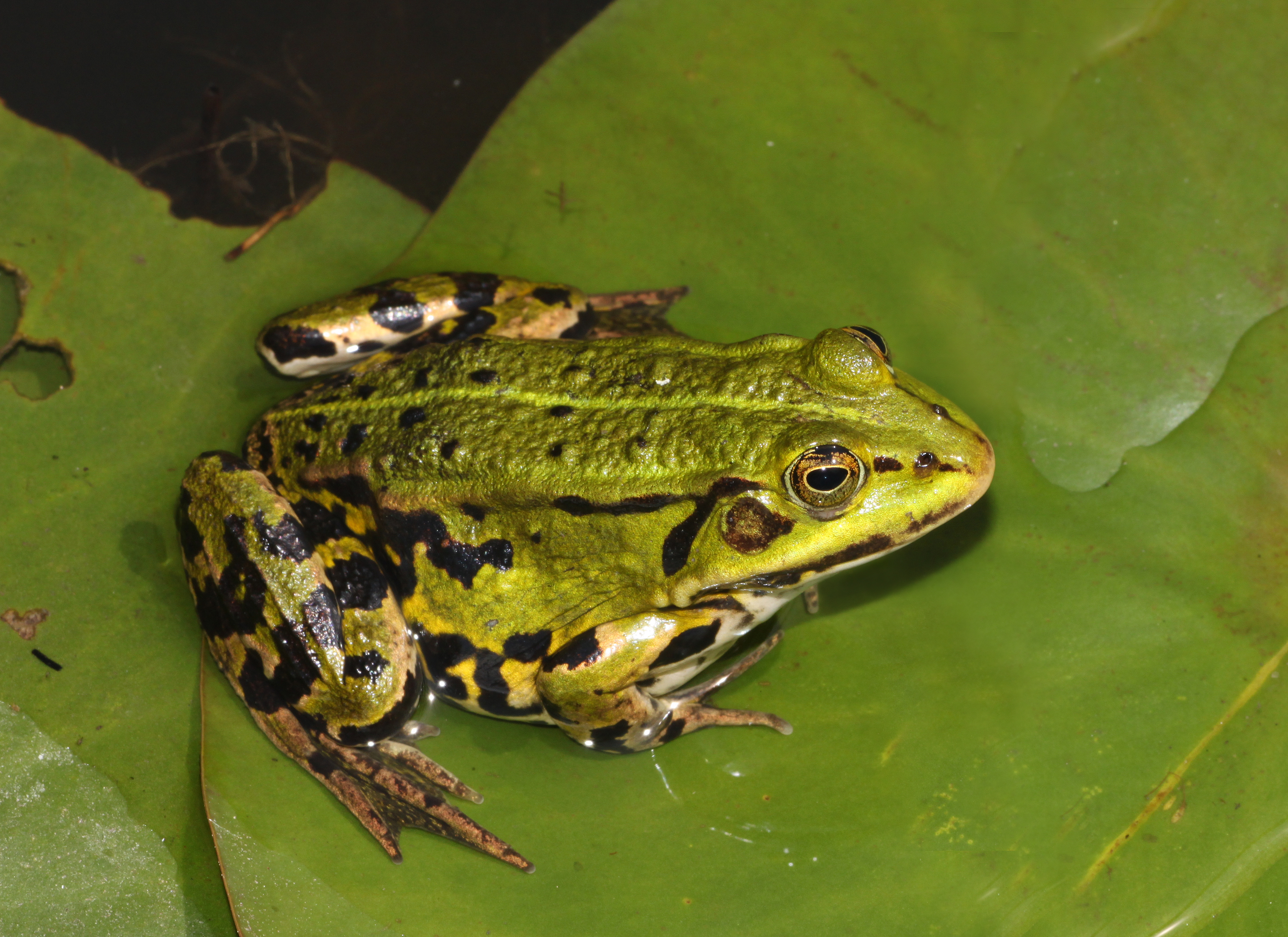
Skokan zelený (Pelophylax esculentus)
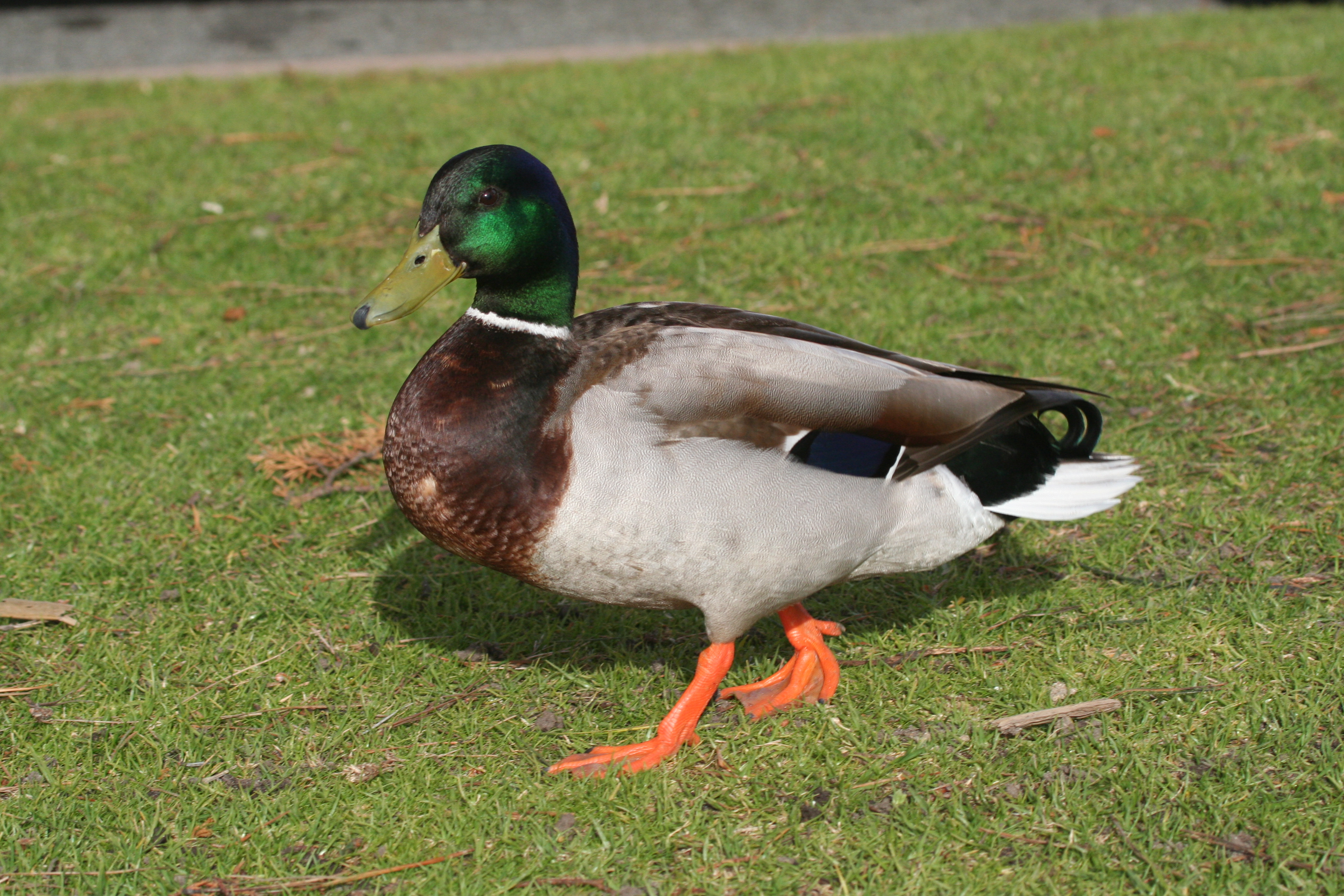
Kachna divoká (Anas platyrhynchos)
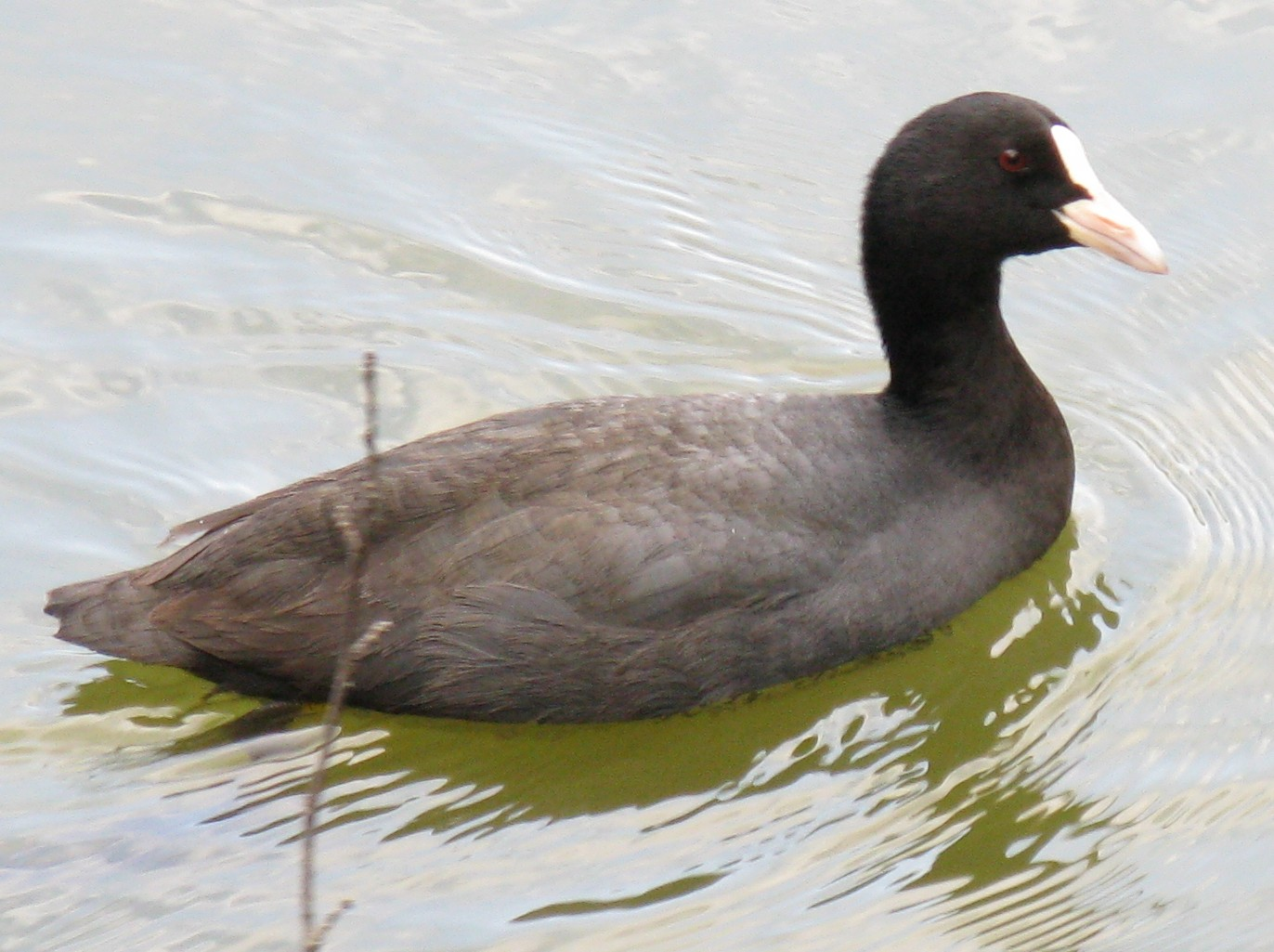
Lyska černá (Fulica atra)
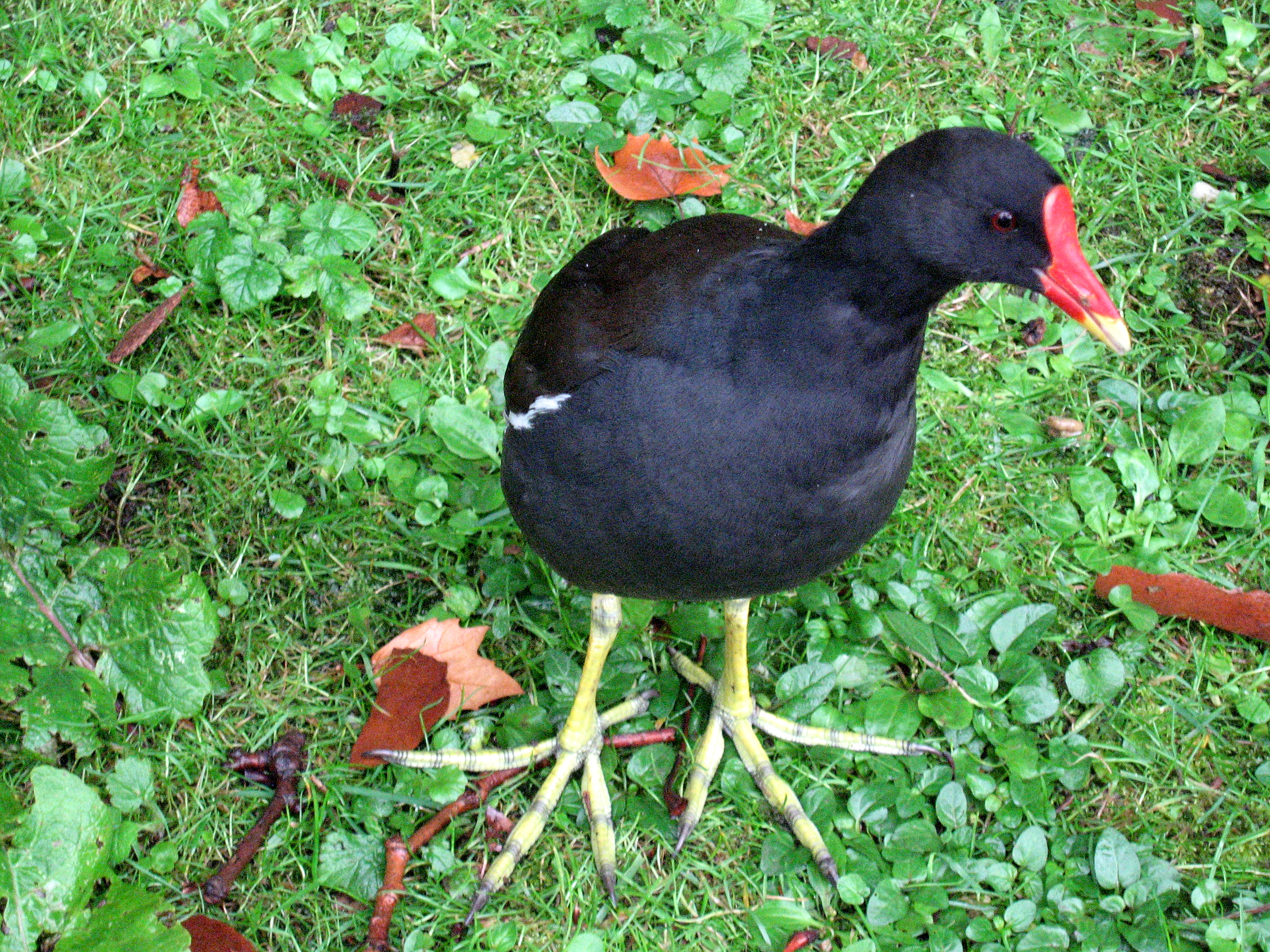
Slípka zelenonohá (Gallinula chloropus)
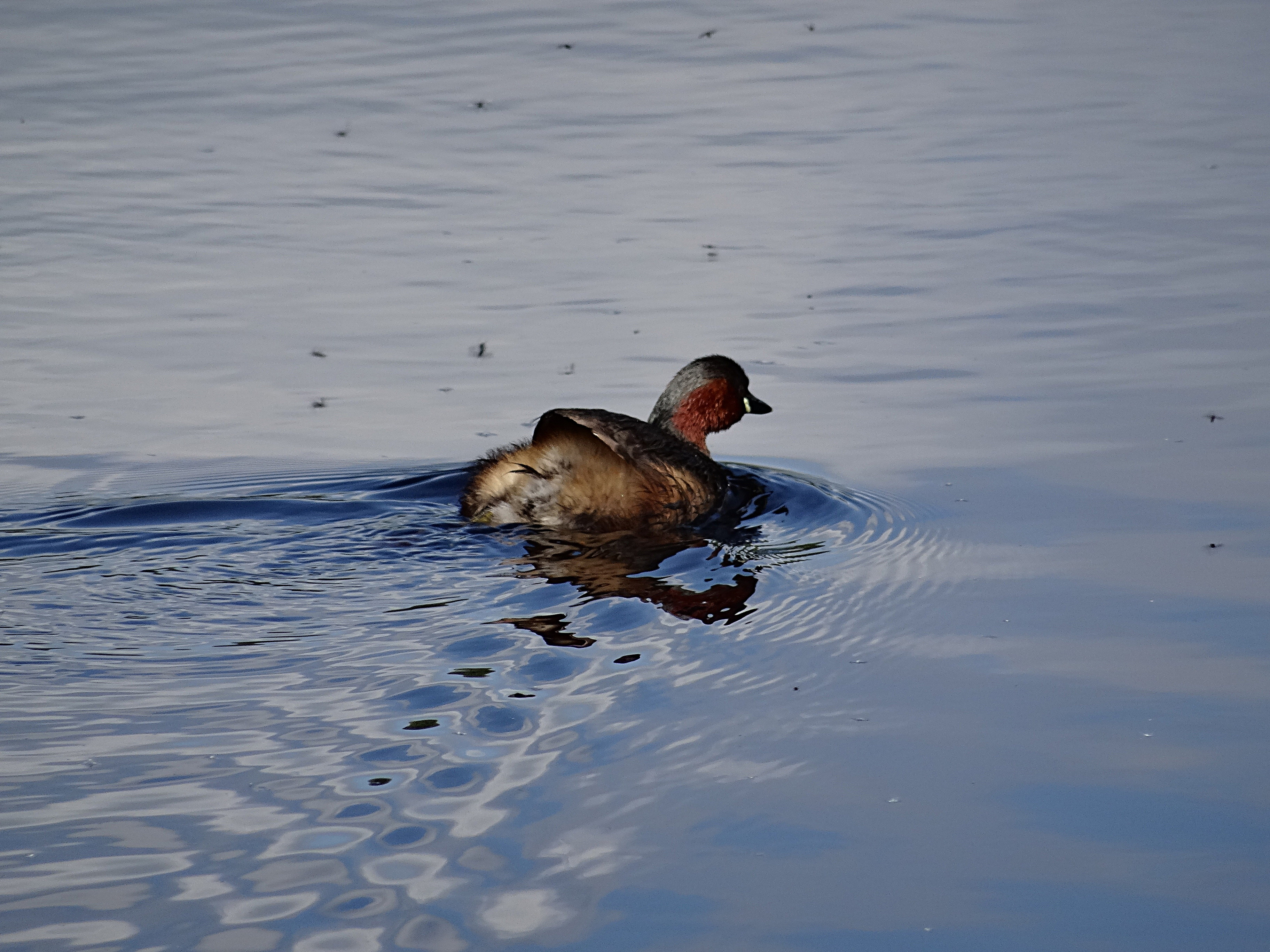
Potápka malá (Tachybaptus ruficollis)
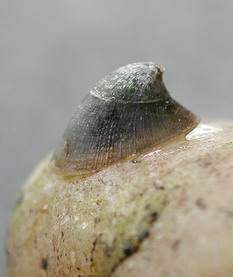
Sladkovodní plž kamomil říční (Ancylus fluviatilis)

## Chov ryb a rybaření
Retenční nádrž Asuán je využívána k extenzivnímu chovu ryb (cejni, štiky a bílé ryby) zaměřenému zejména na vytvoření rovnováhy mezi rybí obsádkou a přirozeným prostředím rybníka. Výlov rybníka se provádí každoročně na podzim.

## Technická data
- Katastrální území: Jinonice[1]
- Vodní tok: Prokopský potok[1]
- ČHDP: 1 – 12 – 01 – 011[1][6][pozn. 2]
- Typ nádrže: průtočná[1]
- Účel nádrže: retenční, krajinotvorný, chov ryb[1]
- Plocha hladiny: 16 120 m2[1]
- Objem nádrže: 25 750 m3[1]
- Typ vzdouvací stavby: sypaná zemní hráz (výška cca 9,6 m)[1]
- Vlastník: Hlavní město Praha[1]
- Správa: Lesy hlavního města Prahy[1]

## Galerie

Retenční nádrž Asuán v Praze 5 – Jinonicích
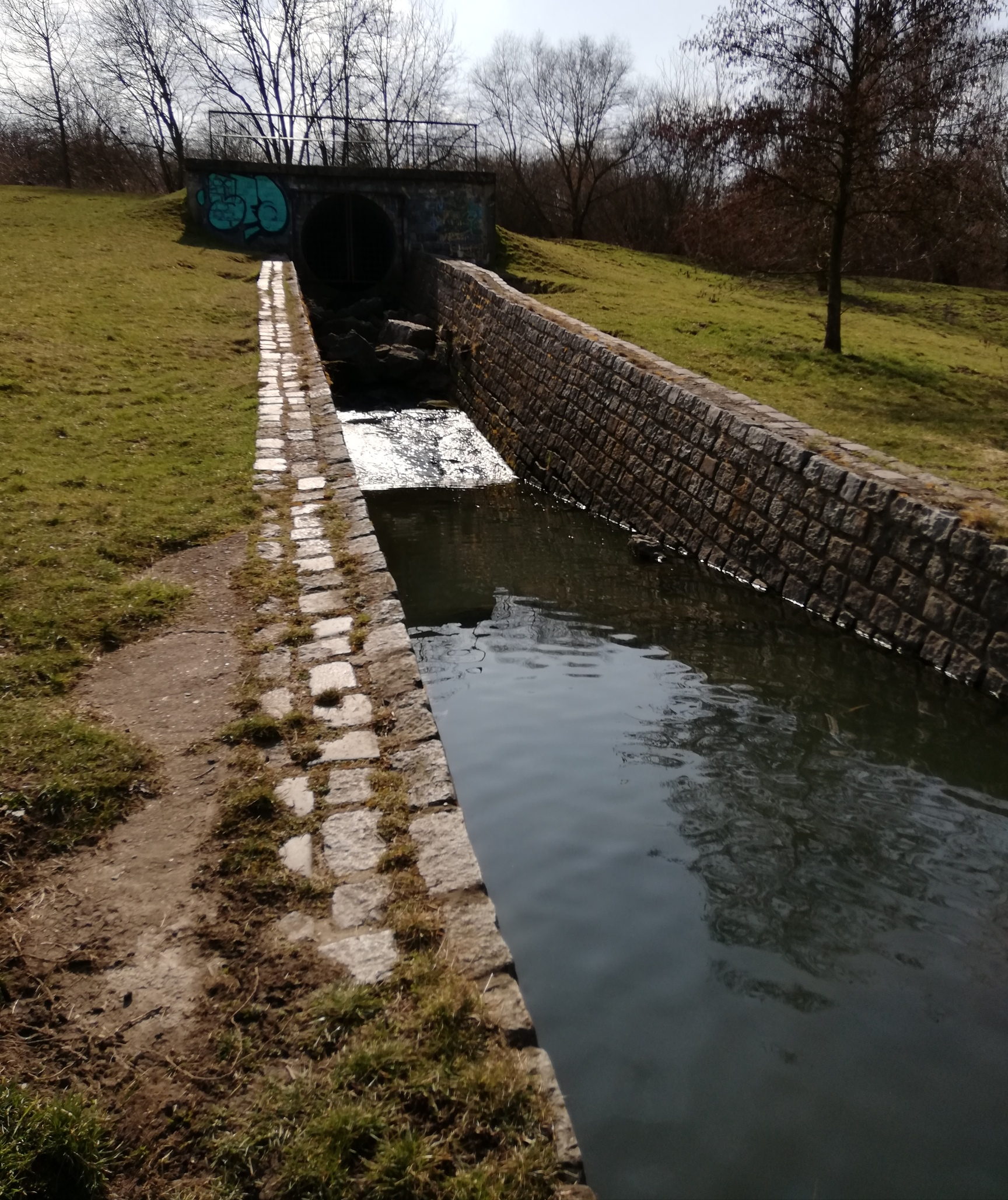
Vtok vody z DUN Stodůlky III
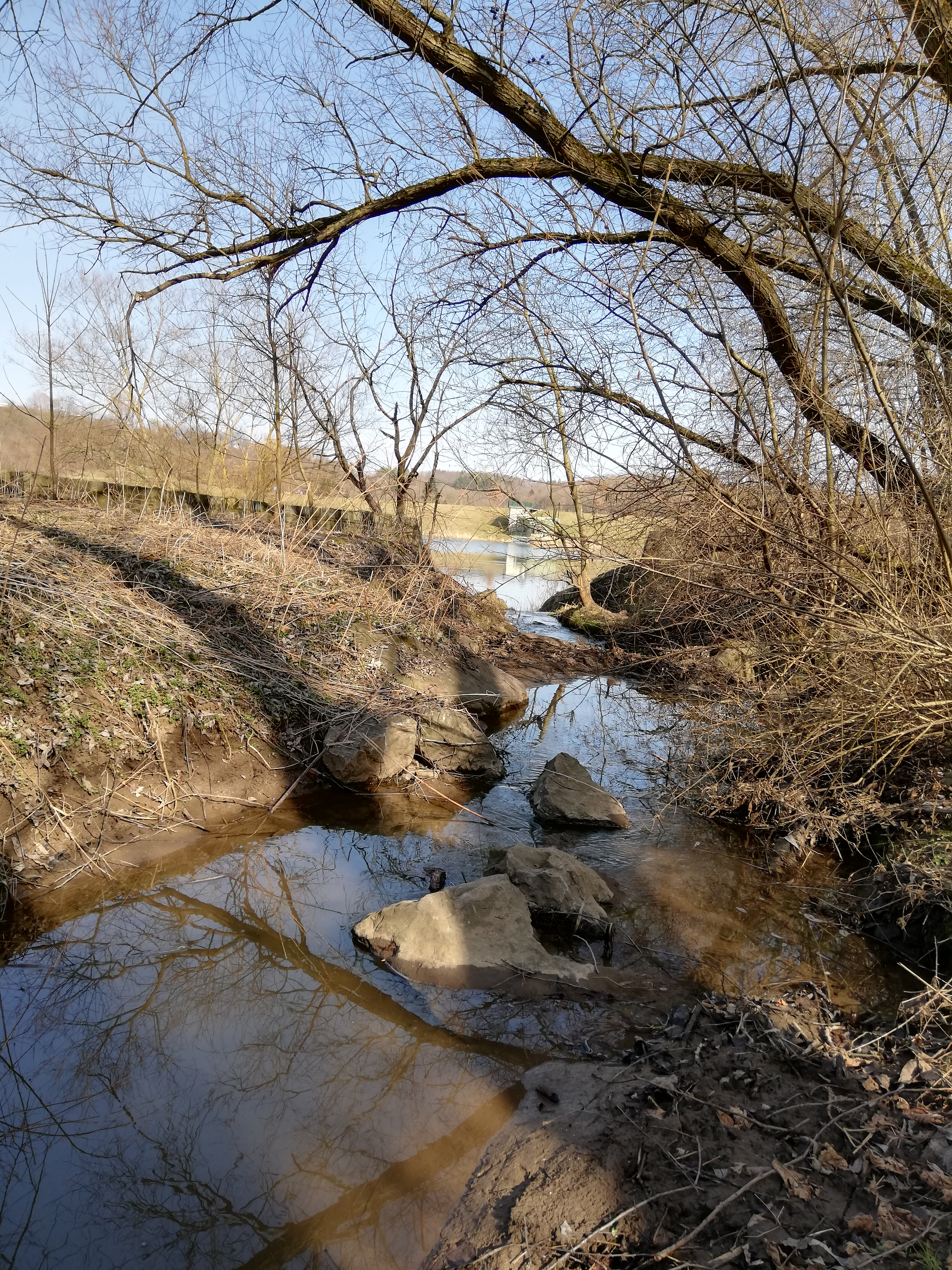
Meandrovité koryto Prokopského potoka vtékající do nádrže
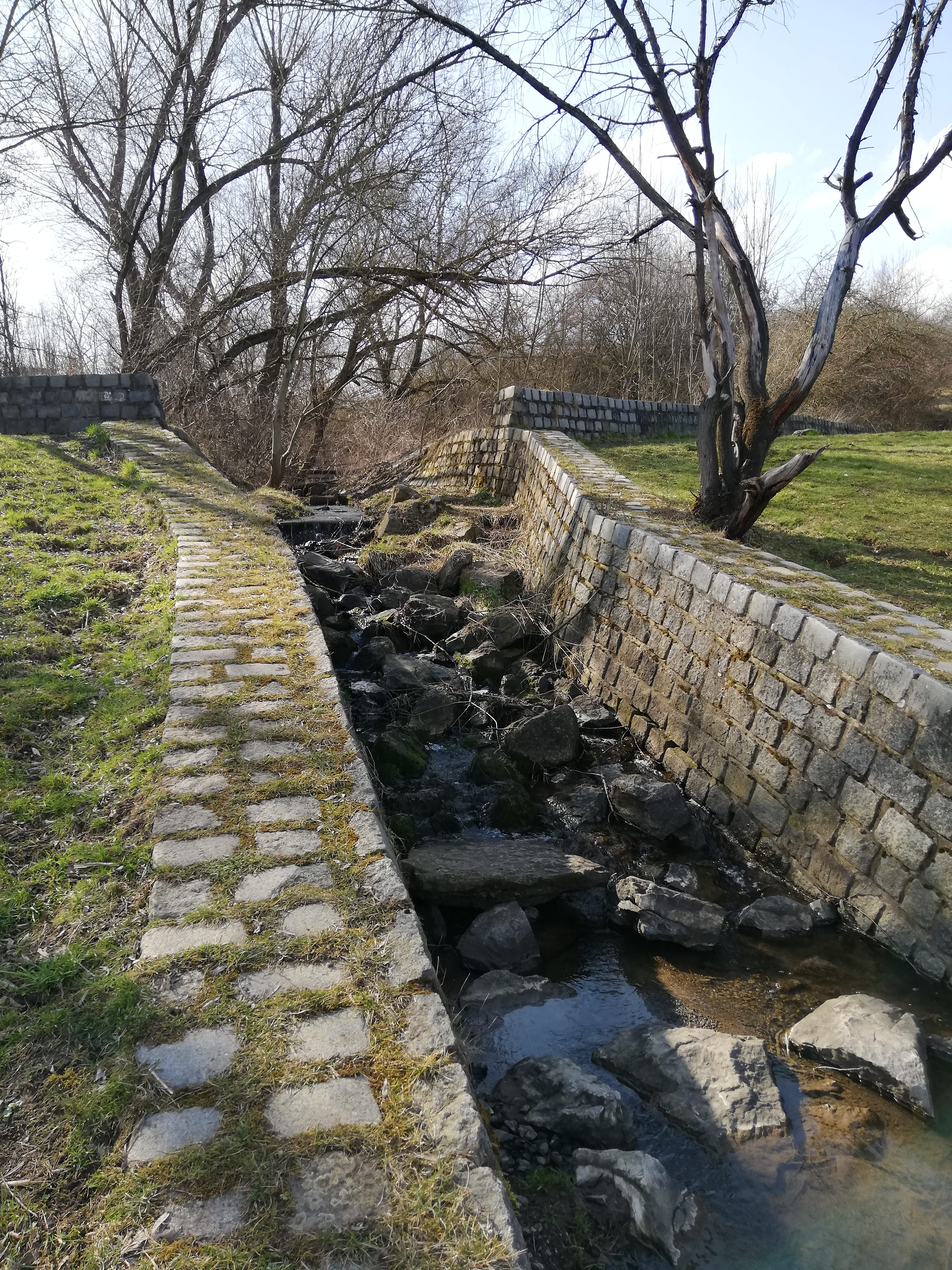
Vyústění Prokopského potoka do nádrže
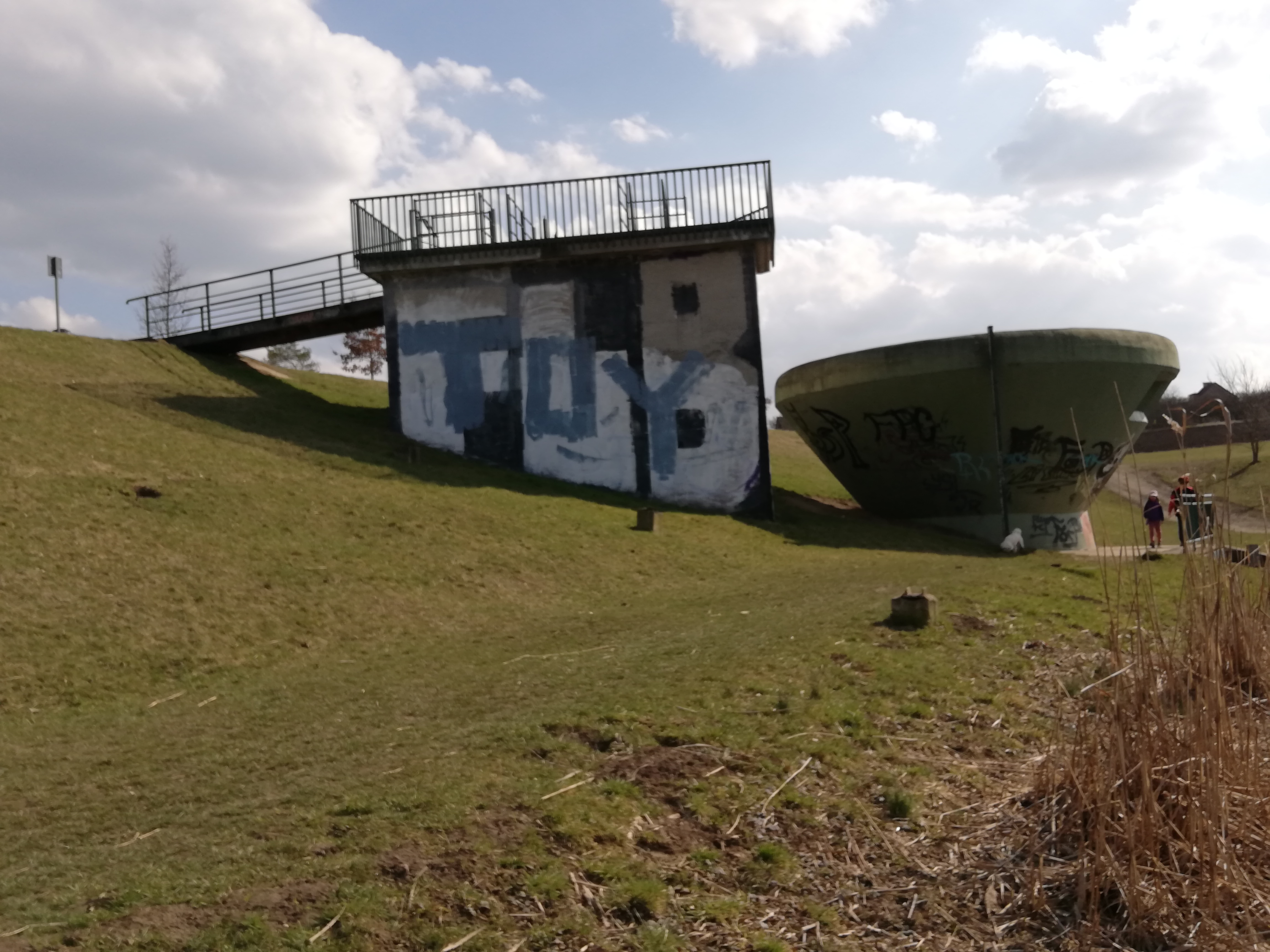
Betonový trychtýřovitý bezpečnostní přeliv a další technologické zařízení
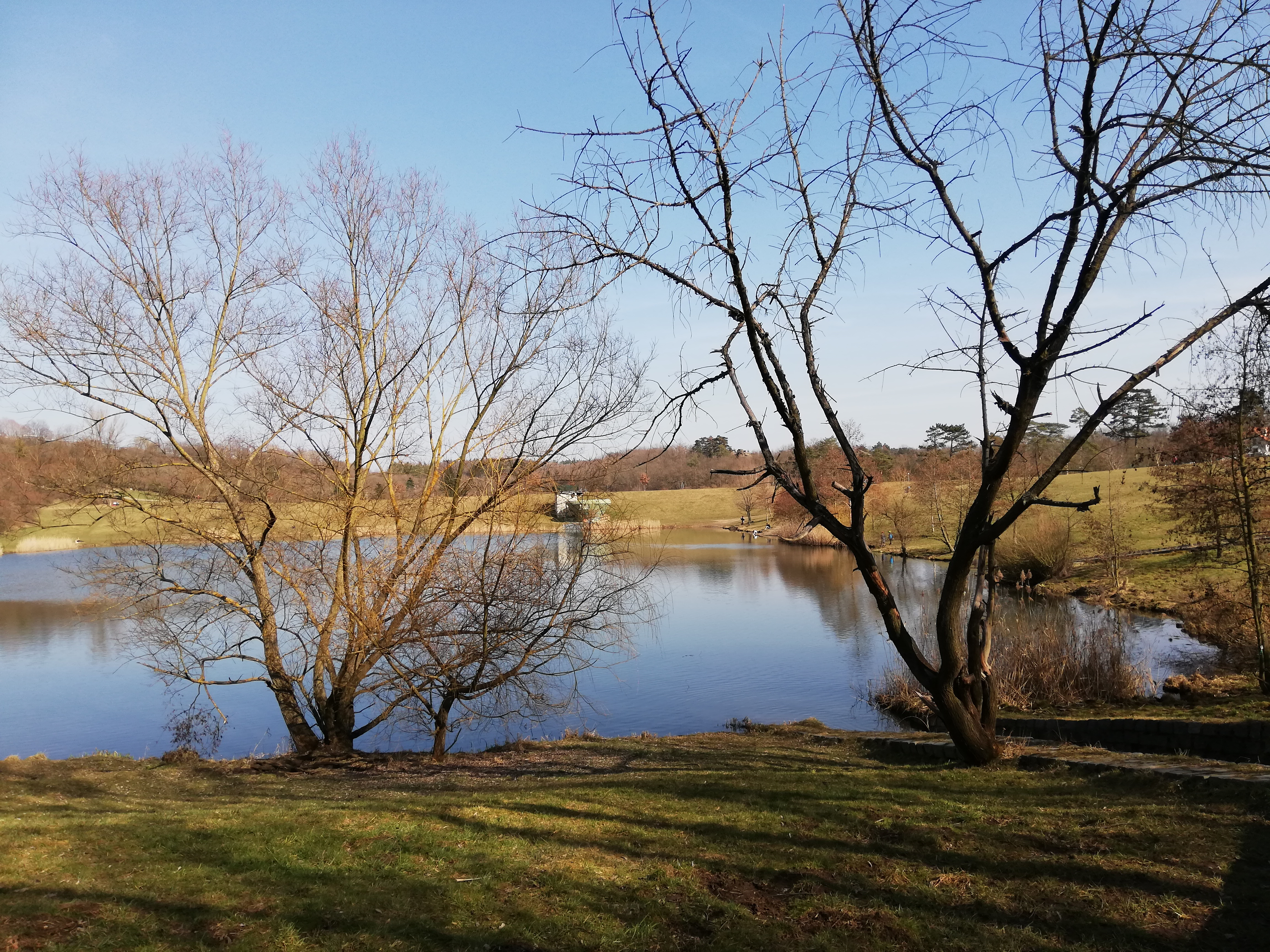
Celkový pohled ze západního břehu směrem ke hrázi
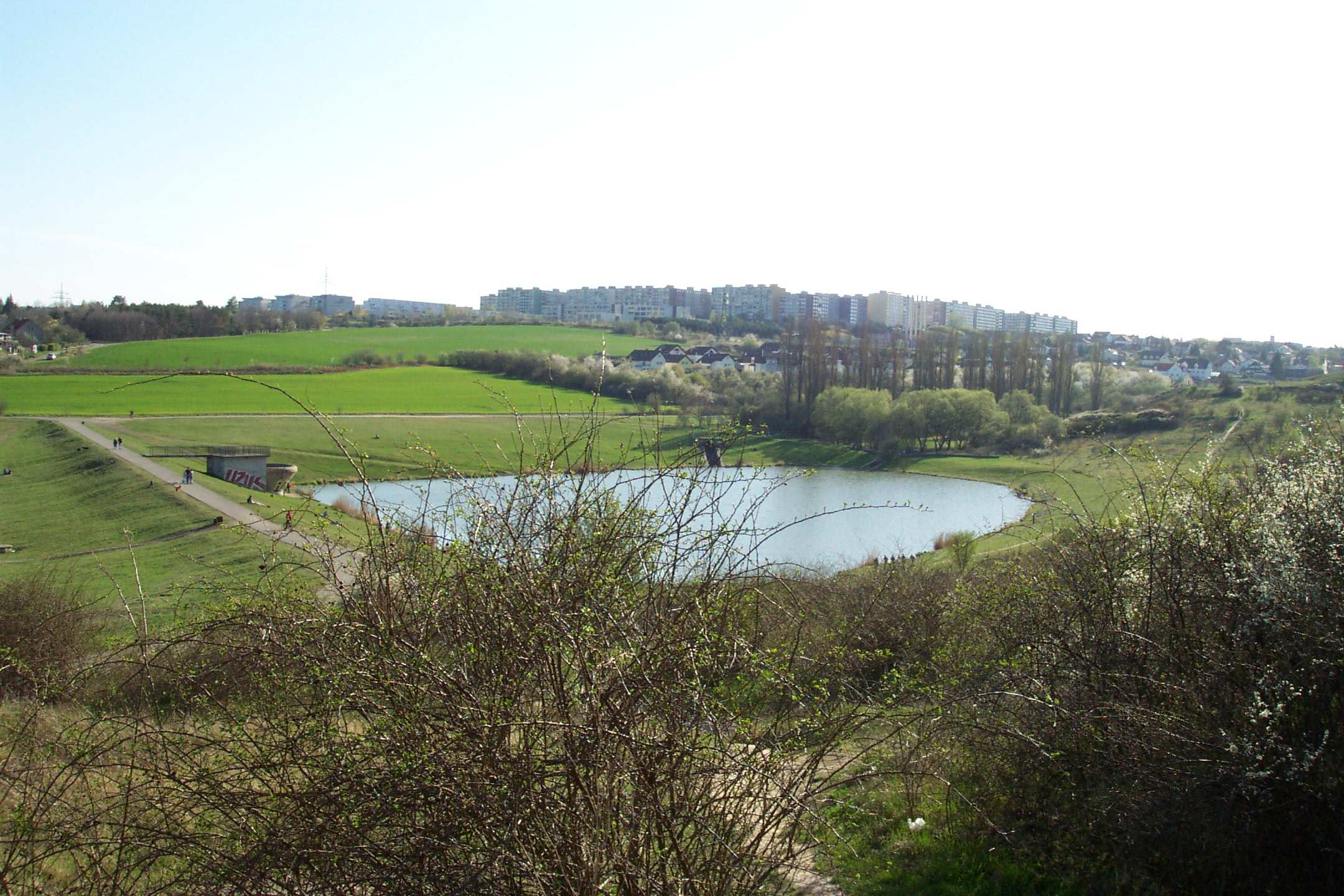
Celkový pohled na nádrž z místa nad hrází, v pozadí sídliště Velká Ohrada, za nádrží pak vilová Malá Ohrada (rok 2007)